# 熊野神社 (板橋区前野町五丁目)
熊野神社（くまのじんじゃ）は、東京都板橋区の神社。なお前野町には、同じ「熊野神社」の名称を持つ神社が存在する。当社は「西熊野神社」とも呼ばれるのに対し、もう一つの神社は「東熊野神社」と呼ばれている。「前野熊野神社」は、「村社」の社格を持っていた東熊野神社の方を指す。

## 概要
創建年代は不明である。一説では志村の城山熊野神社の分祠ともいわれている。江戸時代は、前野熊野神社（東熊野神社）とともに前野村の鎮守であった。

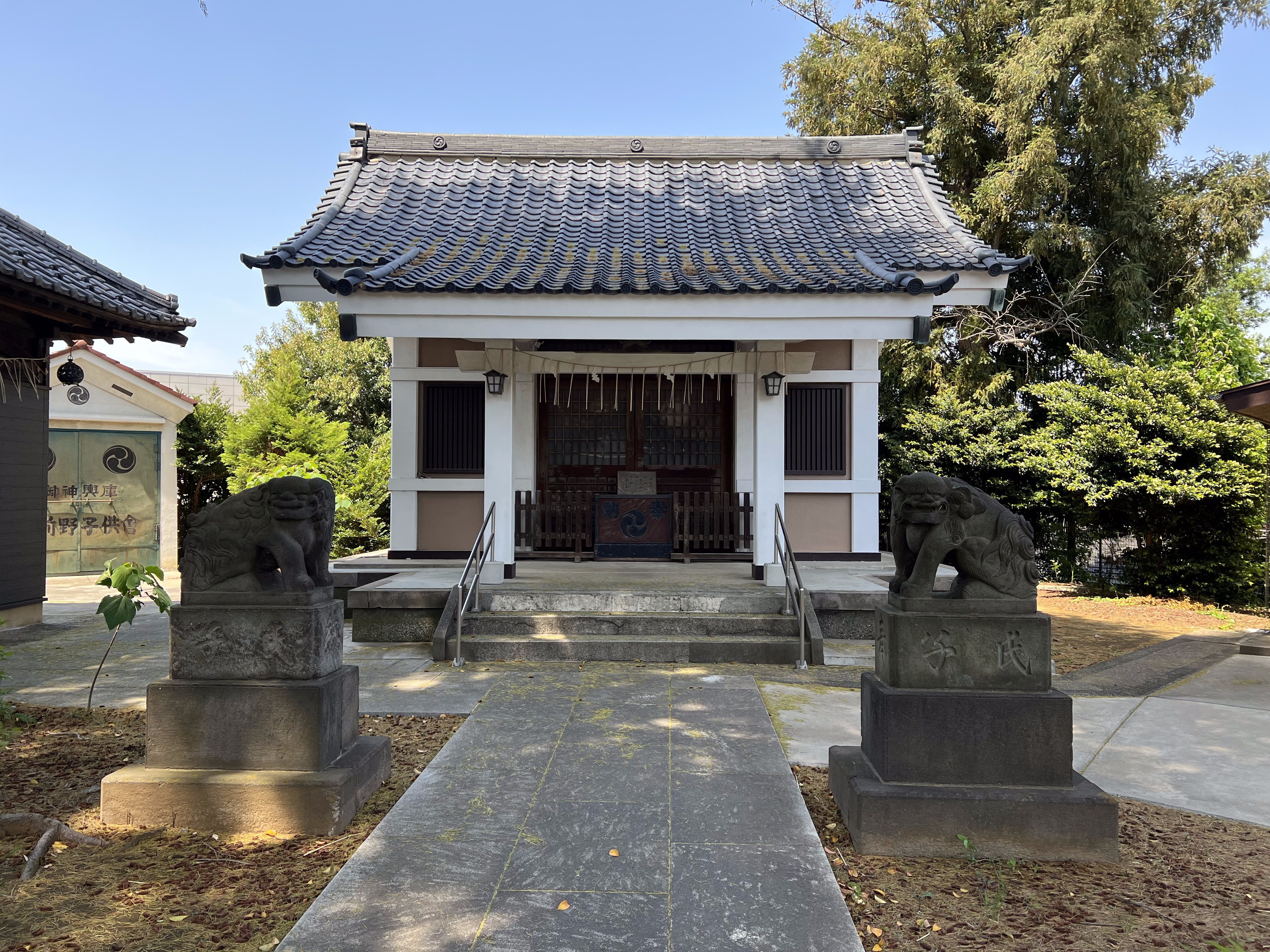
拝殿

## 摂末社
- 三峯神社

元々、「一夜塚」（前野町5-10）にあったものだが、1916年（大正5年）頃に、一夜塚を削平したため、当社境内に移転した。
- 榛名神社
- 猿田彦神社

かつては前野町5-48にあったが、首都高速道路5号池袋線志村パーキングエリアの用地となったため、境内に移築した。

## 氏子区域
- 前野町4丁目の一部、5～6丁目

## 交通アクセス
- 志村坂上駅より徒歩13分。